# Evangélium
Az evangélium eredetileg a keresztény üzenetet jelentette és elsősorban úgy definiálható, mint Jézus beszédeinek, tanításainak és életének elbeszélése, amely a halálában csúcsosodik ki és a feltámadása utáni megjelenéseiről szóló beszámolókkal zárul. Az evangélium a korai keresztény irodalom egyik műfaja, egyfajta ókori életrajz, amelyek célja, hogy meggyőzzék az embereket arról, hogy Jézus karizmatikus, csodatevő szent ember volt, aki példát mutatott a követőinek.
Maga a szó görög eredetű (ευαγγέλιον, euangelion), jelentése jó hír, örömhír, amellyel általában az Újszövetség első négy könyvét jelölik, illetve azon ún. apokrif evangéliumokat, amelyek nem kerültek be az Újszövetségbe. 
A négy kánoni evangéliumot azaz Máté, Márk, Lukács és János evangéliumát valószínűleg isz. 65 és 110 között írták. Minden bizonnyal eredetileg nem volt címük, és így idézték őket a második század első felében (100–150). A ma ismert elnevezésük először a 180. év körül jelent meg. 
A hagyomány alapján a négy „szerző” – pontosabban akikről elnevezték az evangéliumokat – közül Máté eredetileg vámszedő volt, majd Jézus tanítványa és apostol lett. Márk fiatalon Péter apostol kísérője és tolmácsa lett. Lukács, aki orvos volt, később Pál apostol kísérőjévé szegődött. János halász volt, majd Mátéhoz hasonlóan Jézus tanítványa és apostola lett. A keresztény hagyománnyal szemben a legtöbb mai bibliatudós elutasítja, hogy ezen evangélisták szerezték volna a négy könyvet és szinte biztosak abban, hogy egyik mű sem szemtanútól származik, és mindegyik mű egy hosszú szóbeli hagyomány végterméke.
Alig maradtak fenn megbízható adatok a keresztény biblikus irodalom történetének legkorábbi szakaszáról. Először Caesareai Eusebius, a IV. századi keresztény történetíró - aki a Római Birodalomhoz tartozó caesareai Maritima püspöke volt - igyekezett rendszerezni az előzményeket. A hitelesnek minősített és az apokrifnak nevezett iratok elkülönítéséről már a II. századtól viták folytak a keresztény közösségeken belül. A Jézusról és tanítványairól szóló legendákat először élőszóban terjesztették a „küldöttek”, vagyis az apostolok, s mielőtt írásos rögzítésükre került volna sor – s még azután is –, a más-más közösségekben különféle verziók és értelmezések gyökereztek meg.
Az első írott kánoni evangélium valószínűleg Márk evangéliuma (kb. 65–70), amelyet Máté és Lukács feltehetően forrásként használt. Ezen kívül valószínűsíthető az is, hogy Máténak és Lukácsnak volt még egy közös forrása, a feltételezett Q dokumentum. Az első három evangéliumot szinoptikus evangéliumoknak nevezik, mert számos vonatkozásban nagyon hasonlítanak egymáshoz, s egymást forrásként használhatták. A negyedik evangélium, János evangéliuma, több szempontból is eltérő képet mutat Jézusról és szolgálatairól.
A szinoptikus evangéliumok sok népszerű történetet, parabolát és beszédet tartalmaznak, például Jézus születését Bethlehemben, a hegyi beszédet, az utolsó vacsorát és a legfőbb parancsolatot. János viszont teológiai szempontból írja le Jézust, mint az örökkévaló Igét, az emberiség egyedüli Megváltóját. Mind a négy evangélium leírja Jézus fiúi mivoltát, csodatevő erejét, keresztre feszítését és feltámadását. Hagyományos módon a keresztény istentiszteletek részeként részleteket olvasnak fel az evangéliumokból.
A nem kanonizált evangéliumok a korai keresztény korban terjedtek el. Ezek közül néhány, például Tamás evangéliuma, nem rendelkezik az evangéliumokra jellemző elbeszélő kerettel. A nem kánoni evangéliumok később keletkeztek, mint a kánoniak, de Tamás esetében a kutatók véleménye megoszlik a pontos dátumot illetően.

## Az elnevezés eredete
A görög ευαγγέλιον kifejezés eredetileg a jó hír hozójának járó anyagi jutalmat jelentette. Jelentésmódosulást követően a szót elkezdték magára az üzenetre használni. A Septuagintában már ebben az értelemben találjuk:
Milyen szép a hegyeken annak a lába, aki jó hírt hoz; aki békét hirdet, örömhírt hoz, és kikiáltja a szabadulást. Aki azt mondja Sionnak: »Királlyá lett a te Istened.«

(…)
Az Úr lelke nyugszik rajtam, mert az Úr kent föl engem. Elküldött, hogy örömhírt vigyek a szegényeknek, és meggyógyítsam a megtört szívűeket. Hogy szabadulást hirdessek a foglyoknak, és szabadságot a börtönök lakóinak. Hogy hirdessem az Úr kegyelmének esztendejét.
Az Újszövetségben Jézus saját személyére vonatkoztatja az ószövetségi próféciákat. A názáreti zsinagógában tartott beszédben a fenti második idézet fölolvasása után:
Összetekerte az Írást, átadta a szolgának és leült. A zsinagógában minden szem rászegeződött.
S elkezdte beszédét: »Ma beteljesedett az Írás, amit az imént hallottatok.«
Amikor Keresztelő János elküldte hozzá tanítványait, hogy tudakolják meg tőle, ő-e a Messiás, e szavakkal válaszolt: „Menjetek, s adjátok tudtul Jánosnak, amit hallotok és láttok: Vakok látnak, sánták járnak, leprások megtisztulnak, süketek hallanak, halottak feltámadnak, a szegényeknek pedig hirdetik az evangéliumot. Boldog, aki nem botránkozik rajtam.” (Máté 11,2–6)
Tehát az Újszövetségben az evangélium szó elsődleges jelentése kifejezetten a Jézus által hirdetett üzenet.

## Az egyetlen evangélium és az evangéliumok

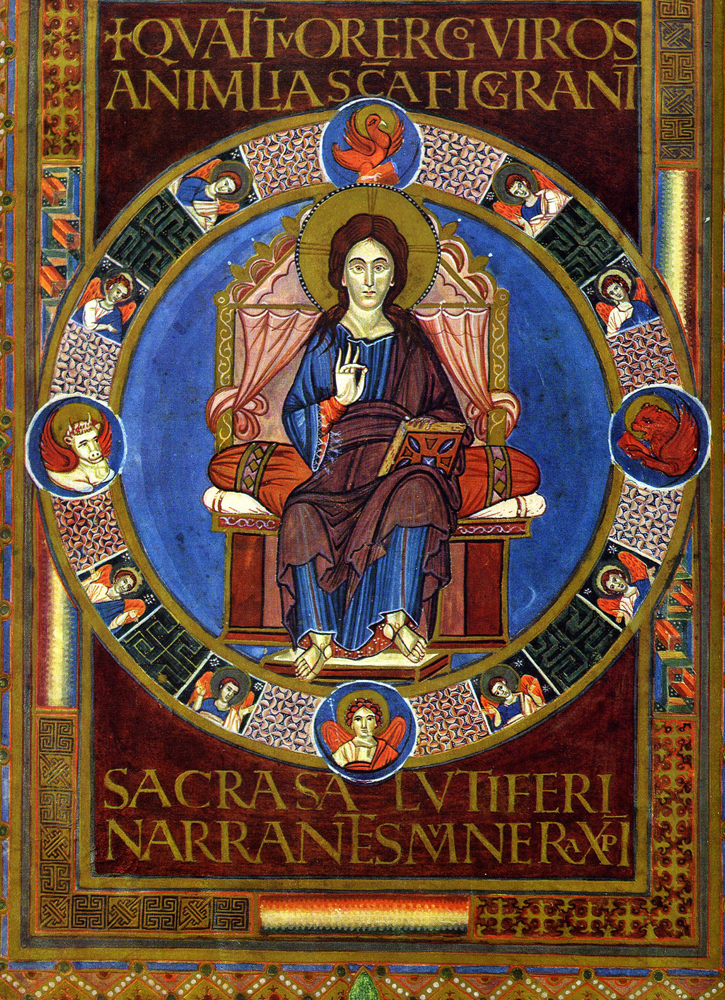
A Codex aureus a középkori könyvfestészet remeke is egyben

### Jézus evangéliuma
A fentebb idézett Izajás-szöveg szerint az örömhír tartalma a következő: „Királlyá lett a te Istened.” Jézus pedig a következő üzenettel kezdte nyilvános működését: „Beteljesedett az idő, és már közel van az Isten országa. Tartsatok bűnbánatot, és higgyetek az evangéliumban.” (Márk 1,16) (Az eredeti szöveg szerint: „Beteljesedett az idő, és már közel van az Isten országa. Változtassátok meg a gondolkodásotokat, és higgyetek az evangéliumban.”) A Keresztelő Jánosnak küldött üzenetből látható, hogy saját messiási mivoltának egyik bizonyítékaként az evangélium hirdetését hozza föl. Tanításának újra és újra visszatérő fordulata pedig az Isten országa, szó szerint: Isten királysága v. „királyi uralma” (βασιλεια).
A Keresztelő Jánosnak küldött üzenet (lásd fentebb) arra is rávilágít, hogy Jézusnál a szóbeli tanítás és az azt kísérő cselekedetek szerves egységet alkottak. Az evangéliumokban számos történetet találunk, amelyben Jézus szavai és tettei (pl. gyógyítás, csodatétel) szétválaszthatatlanul összefonódnak. Az újszövetségben a csoda fogalmára használt görög szavak (a szinoptikusoknál δυναμις, azaz erő; Jánosnál σημειον, azaz jel) szintén arra utalnak, hogy Jézus csodatételei nem öncélúak, hanem isteni küldetését igazoló jelek, erőmegnyilvánulások. Az újszövetségi beszámolók szerint Jézus egész működése – minden szava és tette – egyetlen tényt húz alá: az ő személyében beteljesedett a földön Isten megígért uralma. Ez a tény maga „az evangélium”.

### Az egyház egyetlen evangéliuma: Jézus
A kereszténységnek – saját önértelmezése szerint – egyetlen evangéliuma van: maga Jézus Krisztus. Ez azonban konkrétan két dolgot jelent. Az egyház
1. őrzi és továbbadja a Jézus által hirdetett örömhírt,
2. tanúságot tesz Jézus személyéről.

E tanúságtétel egyik első és legtömörebb megfogalmazása ez volt: „Jézus a Krisztus.” Ezen állítás bizonyítékaként a Jézusról szóló kérügma (igehirdetés) kezdettől tartalmazta a később Krisztus-eseménynek nevezett történés-sorozat egyes elemeit, elsősorban a szenvedéstörténetetet és a feltámadást (lásd pl. a mellékelt idézetet). Később ezek kiegészültek Jézus életéből vett további eseményekkel, majd az ún. gyermekségtörténetekkel, és – elsősorban a páli levelekben (pl. Kol 1,15), illetve János evangéliumában (pl. a Logosz-himnusz) – Jézus kilétére vonatkozó teológiai reflexiókkal is.
Így az egyház által őrzött és továbbadott evangélium a következőképpen foglalható össze:
Ugyanaz a Jézus, aki az 1. században a földön járva tanított, betegeket gyógyított, csodát tett és vigasztalta a szegényeket, s aki Pilátus helytartósága idején kereszthalált halt, majd feltámadt a halálból; ma is él, és folytatja működését a világ végéig, amíg „újra eljön dicsőségben, ítélni élőket és holtakat, és országának nem lesz vége”.

### Az evangélium továbbadása
Az újszövetségi beszámolók egyöntetű tanúsága szerint Jézus, amikor elküldte tanítványait, hogy hirdessék az evangéliumot, nem írni, hanem beszélni küldte őket. Ennek következtében a ránk maradt első keresztény iratok (közülük a legrégebbi vélhetőleg Pál első levele a thesszalonikaiakhoz, ez az 50-es évek elejéről származik) – vagyis az apostoli levelek – nem Jézus életének eseményeivel foglalkoznak, hanem az egyház aktuális szervezeti és teológiai problémáival kapcsolatban adnak konkrét eligazítást. A keresztény hit jószerével az egész Mediterráneumban elterjedt már, mire – a közvélekedés szerint az első generációs szemtanúk halála kapcsán – fölmerült az igény az addig szóban továbbadott hagyomány írásba foglalására.
A ránk maradt írott evangéliumokból azonban kiderül, hogy már a Jézus-anyag szóbeli hagyományozása idején kialakultak, műfajokba szerveződtek és (részben) állandósultak bizonyos szövegformák. Ezek a szóbeli formálódás során „előre gyártott elemek” – csoda-elbeszélések, gyógyítások, ördögűzések, példabeszédek, tanítások, eszkatologikus beszédek, Jézus-logionok, apoftegmák, hitvallások stb., és nem utolsósorban a szenvedéstörténet – az egzegézis szabályainak szabatos alkalmazásával feltárhatók és azonosíthatók.

### Az evangéliumok írásba foglalása
Nyíltan beszéltem, mindenki füle hallatára. Mindig a zsinagógákban és a templomban tanítottam, ahova minden zsidónak bejárása van. Titokban nem mondtam semmit.

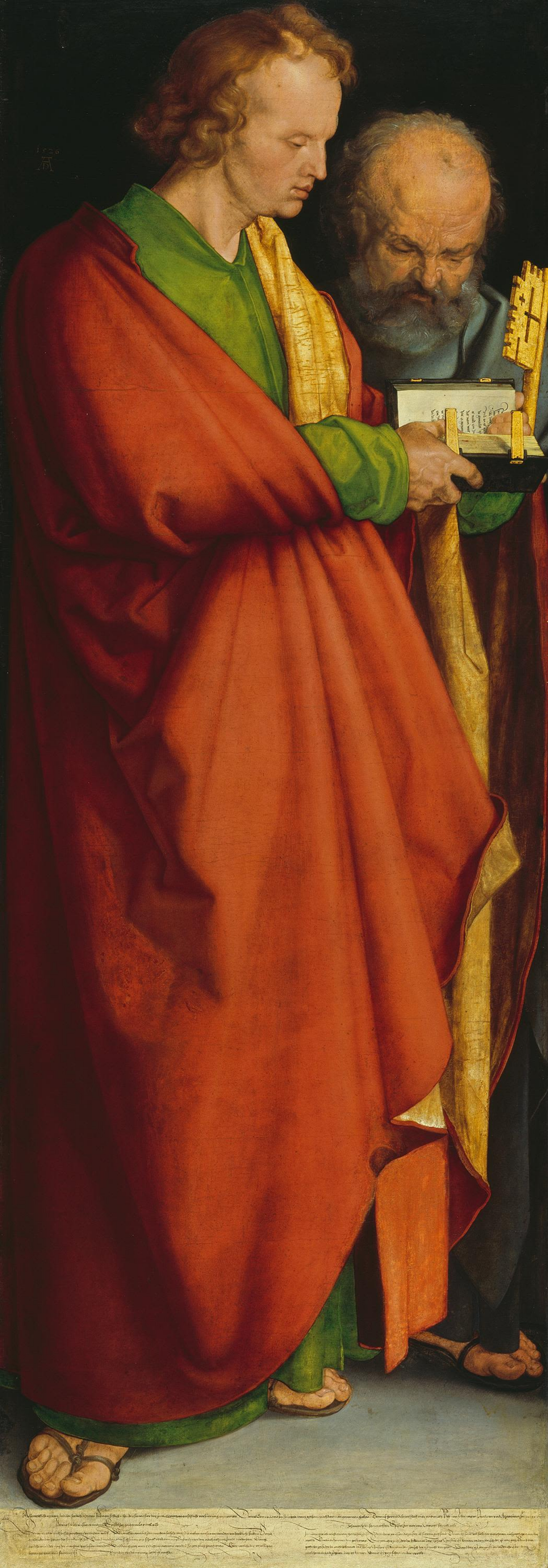
Albrecht Dürer:
A négy apostol
(János és Péter)

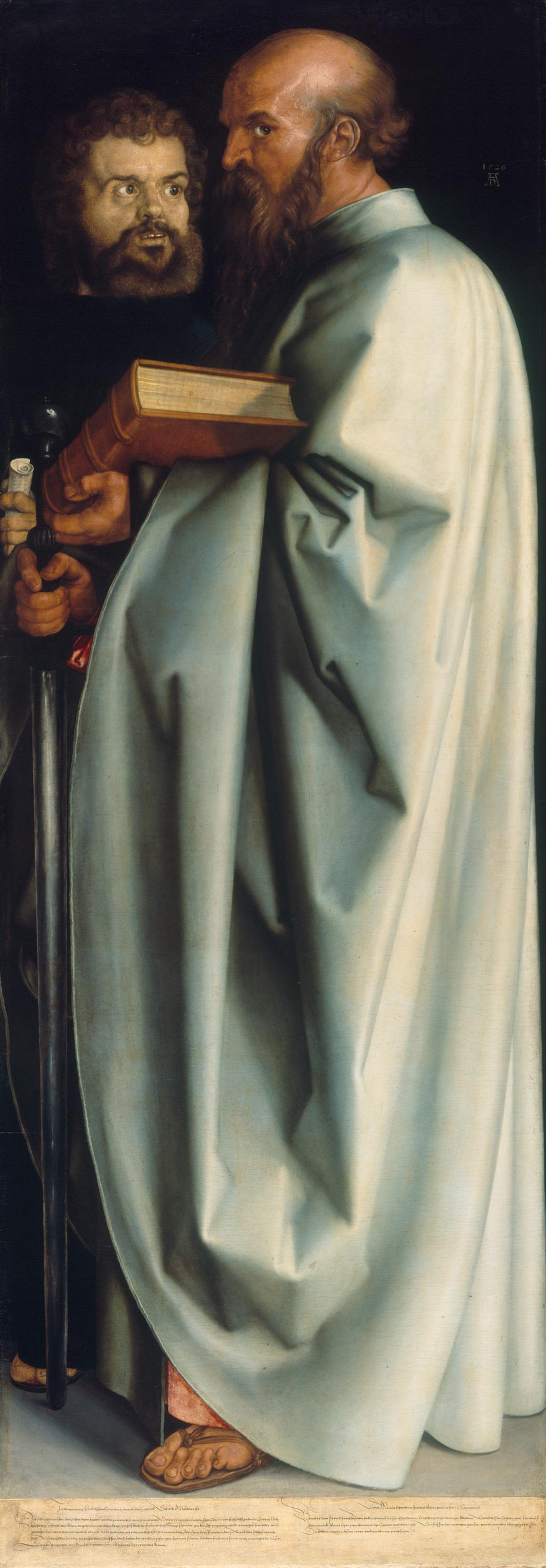
Albrecht Dürer:
A négy apostol
(Márk és Pál)

A Jézus nyilvános működését követő első néhány évszázadban, a „titkos tudásra” alapozott gnoszticizmus és misztériumvallások fénykorában szembeötlő volt a Jézusról szóló tanítás egyik legmarkánsabb jelensége: a nyilvánosság. Ez azt jelentette, hogy a szóban hagyományozott Jézus-anyag hozzáférhető volt mindenki számára – szó szerint korra, nemre, származásra és vallásra való tekintet nélkül; azok számára is, akik nem csatlakoztak azon közösségekhez, amelyek utódait ma „kereszténység” néven ismerjük.
Ebből adódóan, amikor a Jézusról szóló történeteket és a neki tulajdonított beszédeket, ill. mondásokat írásba foglalták, a rendelkezésre álló anyagból ki-ki saját ismeretei, lehetőségei, szempontjai, valamint nem utolsósorban saját vallása szerint válogathatott. Továbbá az összegyűjtött anyagot minden szerző a saját szempontjai (célja, mondanivalója, olvasóközönsége) szerint szerkeszthette össze és önthette végső formába. Sőt, mivel ebben a korban a szerzői jog (mi több: a mai értelemben vett szerzőség) fogalma ismeretlen volt, a későbbi szerzők és szerkesztők minden további nélkül használták forrásként elődeik munkáit. A kor további – az iméntiekből következő – sajátossága, hogy a megszületett műveket korábban élt ismert emberek (elsősorban apostolok) neve alatt jegyezték. Ennek gyakorlati következménye az, hogy a ránk maradt iratok címében szerzőként megnevezett személy és az adott szöveg tényleges szerzősége között semmilyen szükségszerű összefüggés sincs. Ez igaz mind a kánoni, mind az ún. apokrif iratokra (evangéliumokra és levelekre egyaránt).

### Apokrif evangéliumok
A legismertebb apokrif evangéliumok a következők: 
- Jakab protoevangéliuma (Jakab gyermekség evangéliuma)
- Tamás gyermekség evangéliuma
- Pszeudo-Máté evangéliuma (Máté gyermekség evangéliuma)
- Szír gyermekség evangélium
- Örmény gyermekség evangélium
- József, az ács
- Keresztelő János élete
- Nazareusok evangéliuma
- Ebioniták evangéliuma
- Héberek evangéliuma
- Tamás evangéliuma
- Péter evangéliuma
- Nikodémosz evangéliuma (Pilátus cselekedetei, Pilátus akta)
- Jézus Krisztus élete és halála Pszeudo-Cirilltől
- Bertalan evangéliuma
- Bertalan kérdései
- Jézus Krisztus feltámadása Bertalantól
- Tamásnak, a Vitázónak Könyve (Tamás könyve)
- A Megváltó dialógusa
- Gamáliel evangéliuma
- Júdás evangéliuma
- Mária evangéliuma
- Fülöp evangéliuma
- Jézus Krisztus bölcsessége
- Az egyiptomiak görög evangéliuma
- Az egyiptomiak kopt evangéliuma
- Az igazság evangéliuma
- Markión evangéliuma (Az Úr evangéliuma)
- Mani evangéliuma (Nagy evangélium, Az élet evangéliuma)
- Apellész evangéliuma
- Bardeszánész evangéliuma
- Baszileidész evangéliuma
- Kerinthosz evangéliuma

Az a folyamat, amelynek során megszilárdult, hogy a számtalan „evangélium” megjelölésű iratból melyek azok, amelyeket a kereszténység mint saját hite forrását fogad el, kanonizációnak nevezzük.

### A kanonizálás

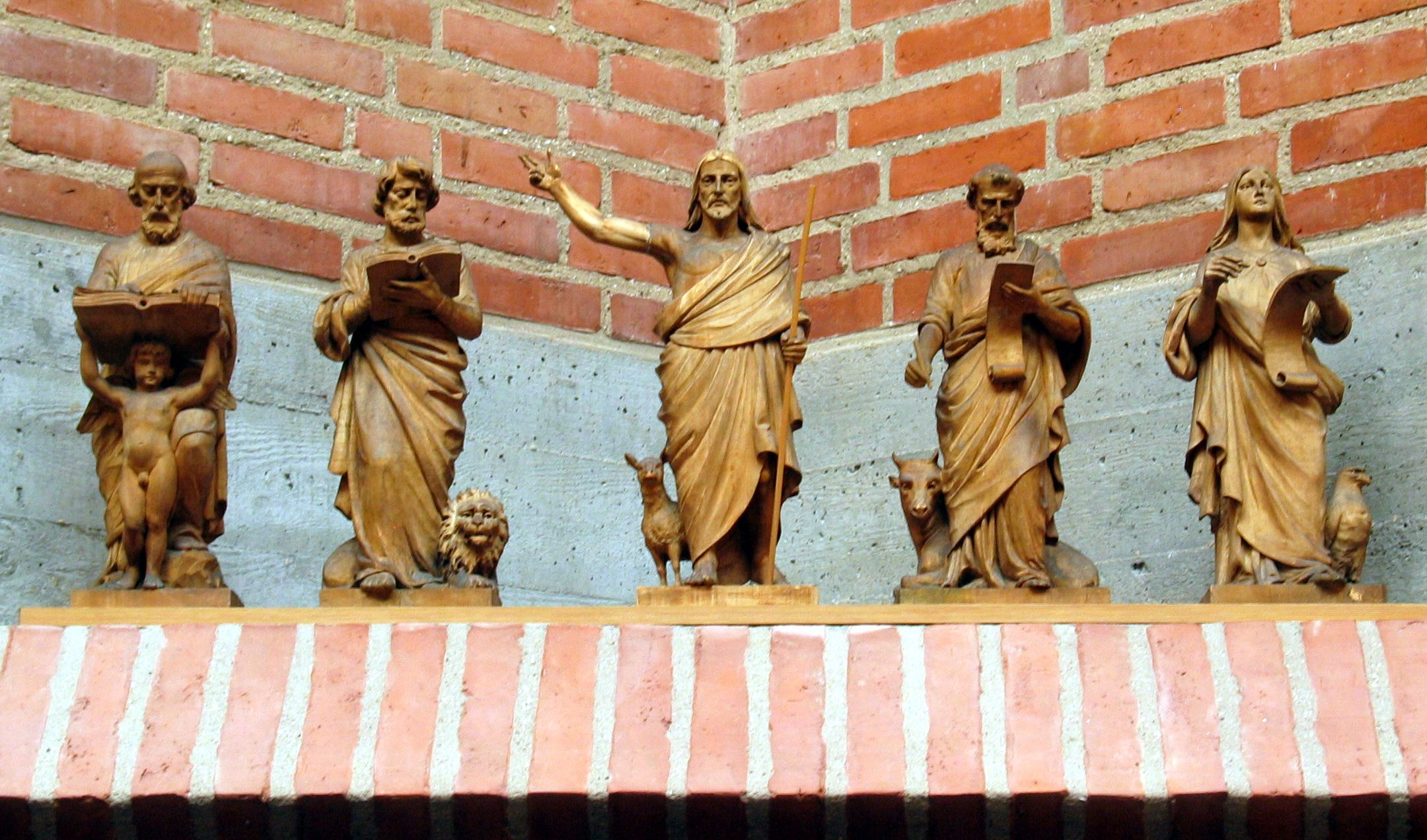
Jézus és a négy evangélista; valamennyien attribútumukkal
Máté – angyal, Márk – oroszlán, Jézus – bárány, Lukács – bika, János – sas

A fent vázolt vallási sokféleség közepette a formálódó kereszténység egyik elsődleges feladata volt, hogy meghatározza, mely írásokban ismer rá saját megélt hite autentikus forrására. E rostán a több ókori evangélium közül csak négy maradt fenn. Noha a mai keresztény tanítás a 4-es számnak nem tulajdonít jelentőséget, és az erről való spekulációt a számmisztika hatáskörébe utalja, ez nem volt mindig így.
A 2. századi Szent Ireneus egyik központi témája volt az az állítás, hogy a négy kánoni evangéliumnak létezett egy közös kánonja. Fő művében elítélte a különböző korai keresztény csoportokat, akik csak egyetlen evangéliumot használtak, például a markionizmust vagy az ebionitákat. kijelentette, hogy a négy kánoni evangélium az egyház négy pillére: „nem lehetséges, hogy több vagy kevesebb legyen, mint négy”, és analógiaként a Föld négy sarkára illetve a négy szélre hivatkozott. Egy Ezékiel próféta könyvéből származó képet feleltetett meg az evangéliumoknak: Isten trónusát négy élőlény alkotja, amelyeknek négy arcuk van: „Ilyen volt az arcuk: volt emberarcuk, de volt oroszlánarca is mind a négynek jobbról, bikaarca is volt mind a négynek balról, és volt sasarca is mind a négynek.”. (1,4-10) Ebből a képzettársításból ered a négy evangélista hagyományosan használt szimbóluma, ill. attribútuma:
- Máté – ember (vagy angyal)
- Márk – szárnyas oroszlán
- Lukács – bika
- János – sas

Az 5. század fordulóján a katolikus egyház I. Ince pápa alatt elfogadta a bibliai kánont, amely tartalmazta Máté, Márk, Lukács és János evangéliumát. Ezeket előzőleg már több zsinat megerősítette: a római zsinat (382), a hippói zsinat(393), és a két karthágói zsinat (397 és 419). Ezt a kánont használja a Vulgata, a Biblia Szent Jeromos által készített fordítása. Ebben az evangéliumok sorrendje a következő:
1. Máté evangéliuma
2. Márk evangéliuma
3. Lukács evangéliuma
4. János evangéliuma

Noha a kánontörténet ismer más sorrendet is, a fenti sorrend valamennyi bibliakiadásban egyöntetűnek mondható.

## A négy evangélium

### Az evangéliumok címe
Noha a köznapi beszédben elfogadott a jelen cikkben is alkalmazott birtokos szerkezet (pl. „Máté evangéliuma”), fontos szem előtt tartanunk, hogy az evangéliumok eredeti felirata ettől nemcsak formailag, hanem tartalmilag is különbözik. A görög nyelvű Bibliában a címekben a κατα kötőszó szerepel, a latin fordításokban ugyanitt secundum áll. Mindkét szó jelentése: szerint. Ennek megfelelően az Újszövetség első iratának címe szabatos fordításban így hangoznék: „Evangélium Máté szerint”.
Ez a látszólag apró különbség arra – fentebb taglalt – mély teológiai valóságra mutat rá, amely szerint az egyház nem szerzője, csak őrzője az evangéliumnak; hogy egyetlen evangélium létezik, Jézus Krisztusé, s ez az egyetlen evangélium nyert az idők során négy hiteles megfogalmazást. A katolikus egyház liturgiájában e hit pl. oly módon nyer kifejezést, hogy a szentmise során a pap vagy diakónus (a példánál maradva) e szavakkal vezeti be az evangéliumi perikópa felolvasását : „Evangélium Szent Máté könyvéből.”

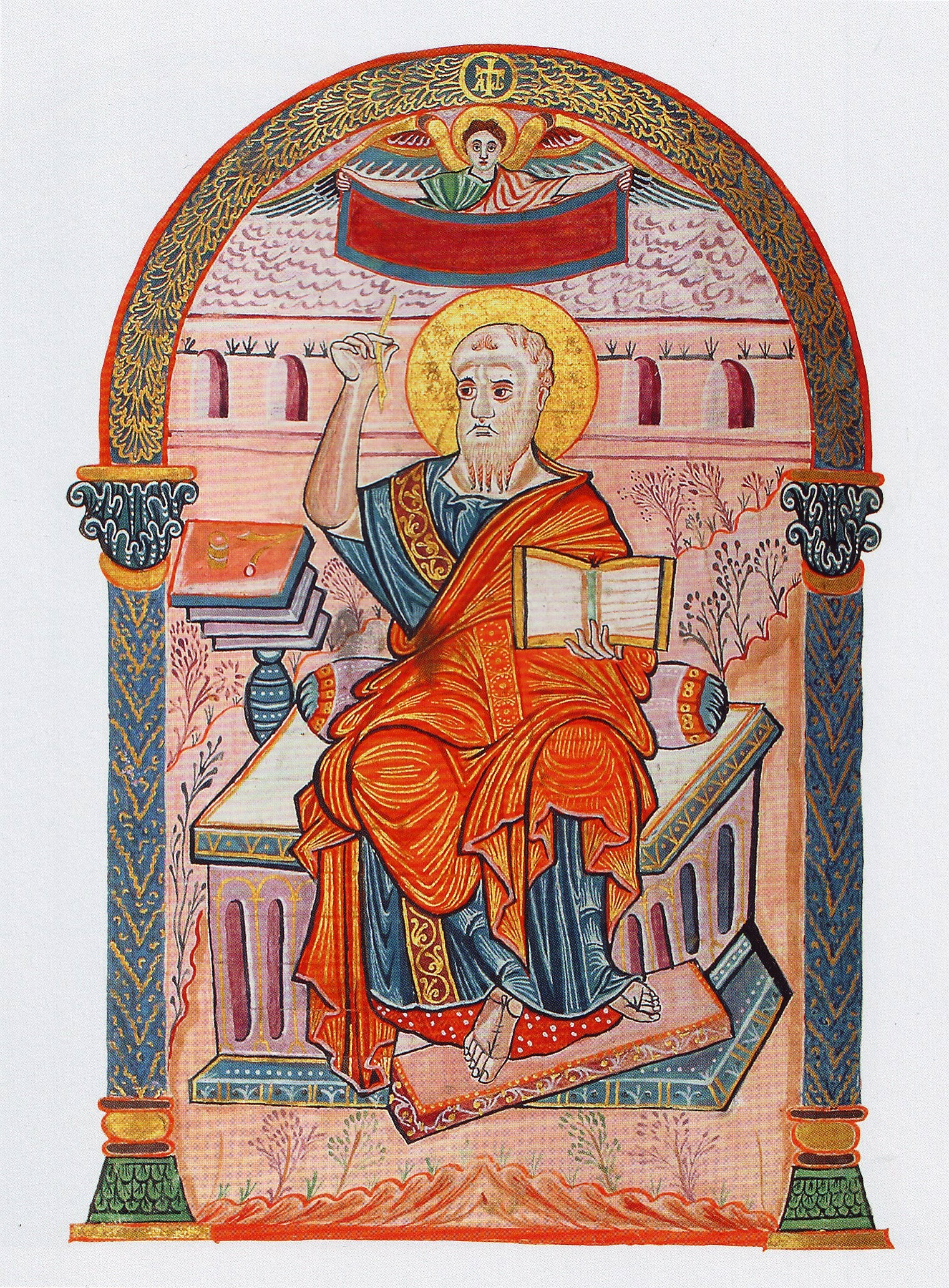
Máté, Gero kódex
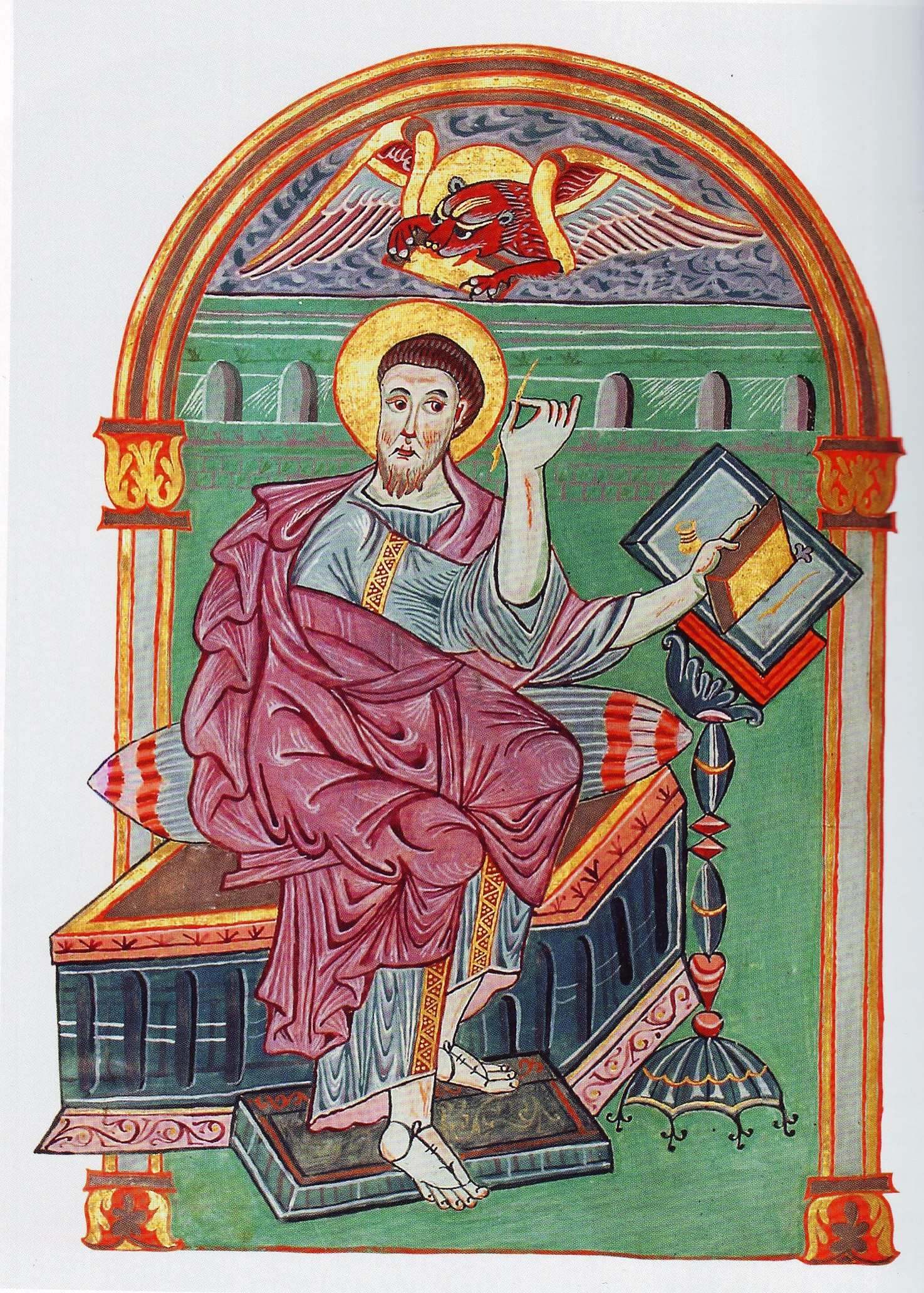
Márk, Gero kódex
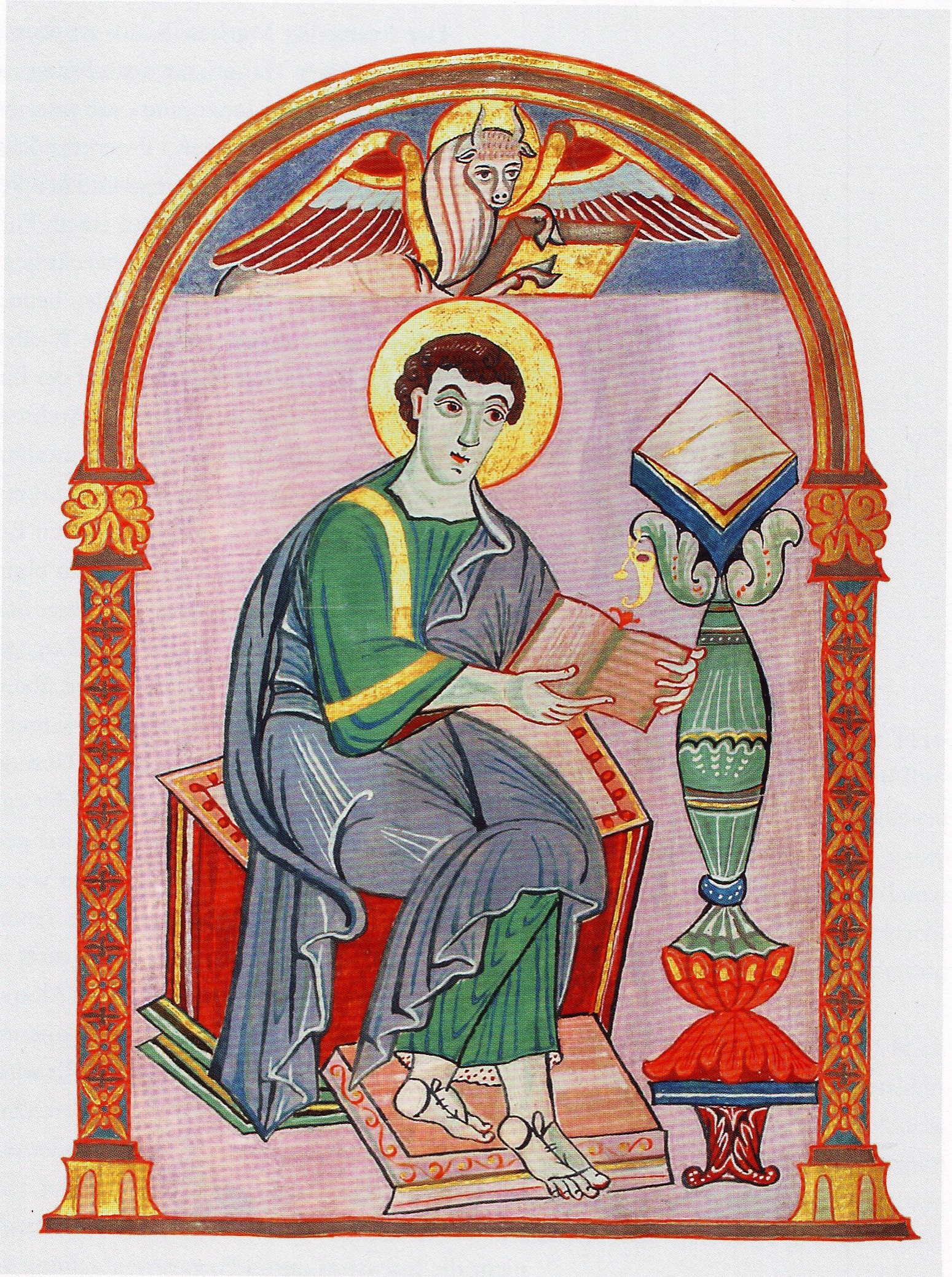
Lukács, Gero kódex
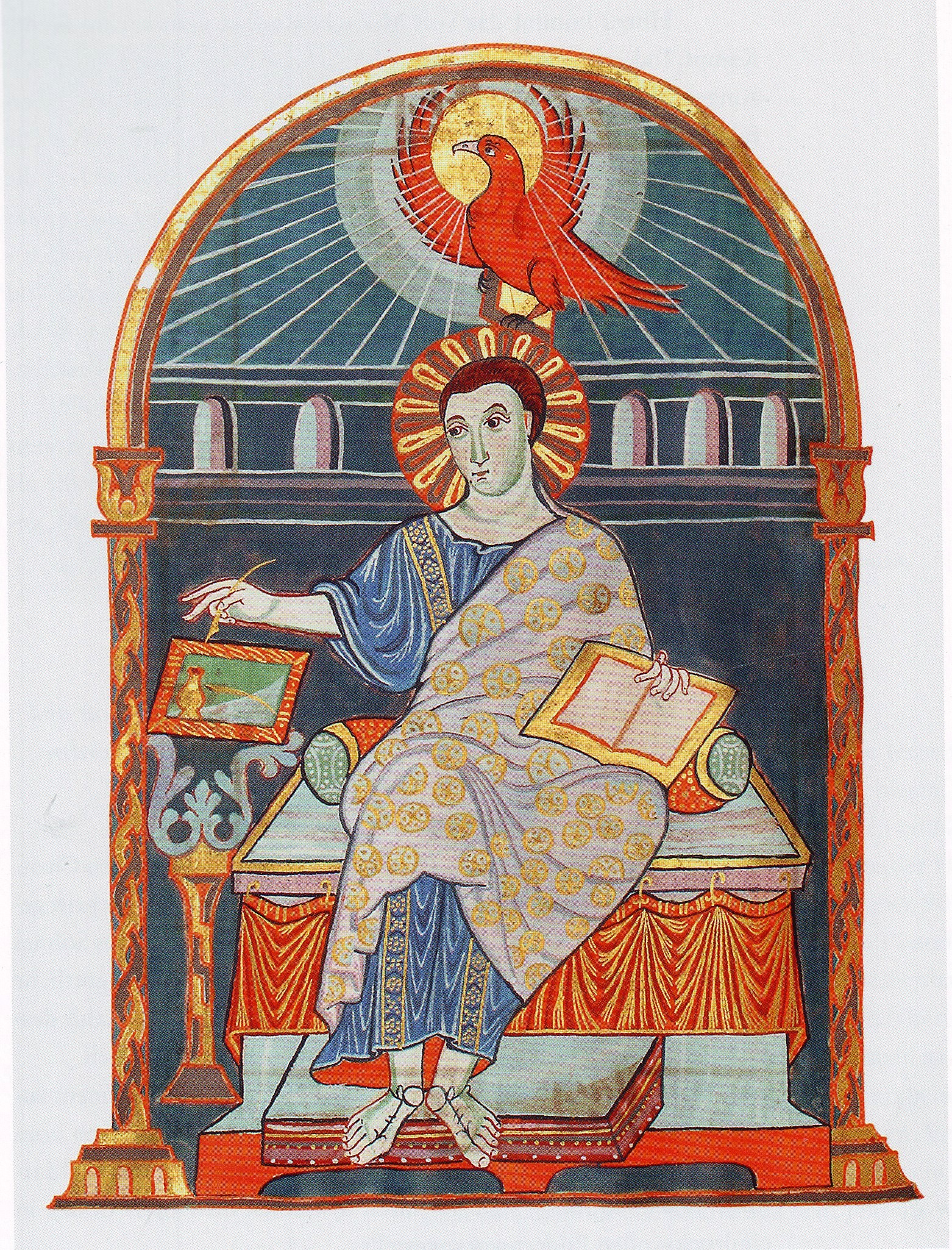
János, Gero kódex

### Rövidítés és szerzőség
Mind a köznapi vallásos, mind a teológiai gyakorlatban bevett szokás a szentírási könyvek címének rövidítése. Az evangéliumok vonatkozásában a magyar gyakorlat – noha régebben ismert volt a Mát., Márk, Luk., Ján. forma – többnyire felekezettől függetlenül használja az Mt, Mk, Lk és Jn rövidítéseket (így, névelő és pont nélkül).
Egyes biblikus teológiai szövegek nehezen érthetők, ha az olvasó nem tudatosítja magában a könyv címének és szerzőjének korábban már említett különbözőségét. Az említett rövidítésekkel a szakirodalom mindig a könyveket jelöli, soha nem a (vélt vagy valós) szerzőt. Tehát amennyiben a következő – fiktív – mondattal találkozunk: „Mt elbeszéli Máté történetét”, az úgy értendő, hogy „az első kánoni evangélium elbeszéli Máté apostol történetét”; fontos szem előtt tartani, hogy egy ilyen megfogalmazás nem tekinthető explicit állásfoglalásnak a szerzőség (bonyolult és sokat vitatott) kérdésében.

### Keletkezési idő és sorrend

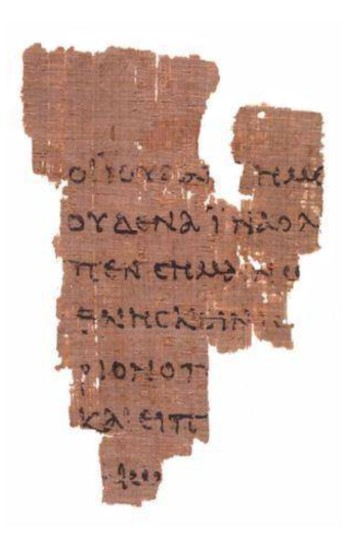
Részlet János evangéliumából a Rylands-papiruszon – 100-160 körül

A négy kánoni evangélium keletkezésének időpontjára vonatkozó becslések jelentősen eltérnek, és az egyes dátumokra vonatkozó bizonyítékok elégtelenek. Mivel az evangélium legkorábbi fennmaradt példányai a 4. századból származnak, és ezelőtt csak részletek és idézetek léteznek, a kutatók csak intervallumokat adnak meg az evangéliumok valószínű keletkezési dátumaként.
A hagyományos (apologetikus) keresztény szemlélet általában aránylag korai keletkezési időpontokat jelölt meg. Egyes történészek az Apostolok cselekedetei végét tartják kiindulópontnak a dátumot illetően, mivel az ApCsel nem említi Pál apostol halálát, amely 65 körül következett be. Tekintve, hogy az Apostolok cselekedeteinek szerzőségét Lukácsnak tulajdonítják, ez visszafelé tolja el az összes evangélium keletkezési idejét, így Márk evangéliumát az 50-es évek elejére datálják.
A 19. századi alapítású Nemzetközi Bibliatársaság (International Bible Society) a hagyományos nézetek alapján a következő dátumokat adja meg:
- Márk: 50. – 60-as évek eleje vagy vége
- Máté: 50. – 70-es évek
- Lukács: 59 – 63. vagy 70-es, ill. 80-as évek
- János: 85. – közel 100. vagy 50-es évek – 70.

A kutatók többsége azonban a következő becslésekkel ért egyet:
- Márk: 68 – 73.,[23] illetve 65 – 70.[7]
- Máté: 70 – 100.,[23] 80 – 85.[7] Egyes konzervatív kutatók 70. előtti dátum mellett érvelnek, főleg azok, akik nem fogadják el Márk evangéliumát elsőnek.
- Lukács: 80 – 100., ezen belül sok érv 85 körülre mutat,[23] 80 – 85.[7]
- János: 90 – 100.,[7] 90 – 110.[24] A többségi vélemény az, hogy több rétegből összeszerkesztve nyerte el általunk ismert formáját.

| Könyv  | Keletkezési idő és szerző (A hagyomány alapján) | Történetkritikai bevezetéstudomány álláspontja                                                                           | Egyéb, széles körben elterjedt nézet alapján | Első ismert másolattöredék keletkezése |
| ------ | ----------------------------------------------- | --- | -------------------------------------------- | -------------------------------------- |
| Máté   | 40-70 között Máté                               | 60-70 között ismeretlen szerző                                                                                           | kb. 85 körül                                 | 150-200 között                         |
| Márk   | 40-70 között Márk                               | 60-70 között ismeretlen szerző                                                                                           | 68–70                                        | 250 körül                              |
| Lukács | 61-63 között Lukács                             | Legvalószínűbb dátum 80–110 körüli, de bizonyítékok vannak arra, hogy még a 2. században is átdolgozták. névtelen szerző | 80–90                                        | 175–250 között                         |
| János  | 70-100 között János                             | az 1. század végén János vagy a 2. században egy János nevű presbiter                                                    | 90 körül                                     | 125–160 között                         |

```
bővebben: 
A Biblia írói
```

### Keletkezési hely
- Mt-t valószínűleg Szíriában írták, talán Antiochiában,[7] amely ókori keresztény központ volt.
- Mk-ot hagyományosan Péter apostol római prédikálásához kapcsolják, és egyesek azt feltételezik, hogy a Rómában élő keresztény gyülekezet számára írták[7] más kutatók alapján a Palesztina-Szíria régiójában született, az ottani keresztények számára.[35]
- Lk keletkezési helyeként több város is szóba jött, de egyik esetében sincs konszenzus.
- Jn a keletkezési helyeként a legtöbb kutató Epheszoszt jelöli meg .[7]

### Az evangéliumok sajátosságai
A négy evangélium különböző módokon, szerzőik egyedi szándékát tükrözve tesz tanúságot Jézusról.

#### Közös elemek
Az egyedi szerkesztésmód ellenére a négy evangélium aránylag koherens Jézus-portrét mutat az olvasónak. Ennek oka, hogy számos elem valamennyi evangéliumban megtalálható. A közös elemek egyöntetűen írják le, hogy Jézus(t)
- megkereszteli Keresztelő János
- bűnbánatra hív
- tanítja a népet
- egyes tanítványokat kiválaszt maga mellé
- csodákat tesz
- betegeket gyógyít
- saját hatalmát Istentől valónak mondja
- megtisztítja a jeruzsálemi templomot
- konfrontálódik a zsidó vallási vezetőkkel
- húsvétkor tanítványaival fogyasztja el az utolsó vacsorát
- Júdás elárulja
- Poncius Pilátus halálra ítéli
- keresztre feszítik
- meghal
- eltemetik
- harmadnapra feltámad a halálból

#### A szinoptikusok és Jn különbsége
Az egyik legjellemzőbb különbség a szinoptikusok és Jn között, hogy az előbbiek érezhetően cselekményesebbek. Noha az első három evangélium kb. egy évet ír le mint Jézus nyilvános működését, Jn pedig hármat, és Jn-nál azt olvassuk, hogy Jézus nemcsak egyszer, hanem három ízben is fölmegy Jeruzsálembe, a szinoptikusok mégis „akciódúsabbnak” hatnak. Náluk Jézus nagyon sok beteget meggyógyít, ördögöket űz, különböző személyes interakciókba bonyolódik, s hol ezek kapcsán, hol ezektől függetlenül számos rövidebb hosszabb példabeszédben beszél Isten országáról. Jn-nál a csodák mindig jelek, amelyek Jézus küldetésének egyes aspektusaira mutatnak rá, egyszersmind alapot adnak a hosszú, tanító beszédekre.
E különbségre jó példa a csodálatos kenyérszaporítás leírása. Az eseményt mindegyik evangélium leírja. Azonban míg a szinoptikusoknál ez „csupán” egy csoda a sok közül, Jn-ban egy teljes, hosszú fejezet (6.) szól róla, ill. az azt követő tanításról. Ebben Jézus az „Élet Kenyeré”-nek mondja magát, saját testéről és véréről pedig úgy beszél, mint ami „valóban étel” és „valóban ital”. Ez a tanítás harmonizál az utolsó vacsora szinoptikusoknál leírt történésével, az Eucharisztia alapításával – amely történet azonban hiányzik Jn utolsóvacsora-elbeszéléséből.

#### Az egyes evangéliumok jellegzetességei

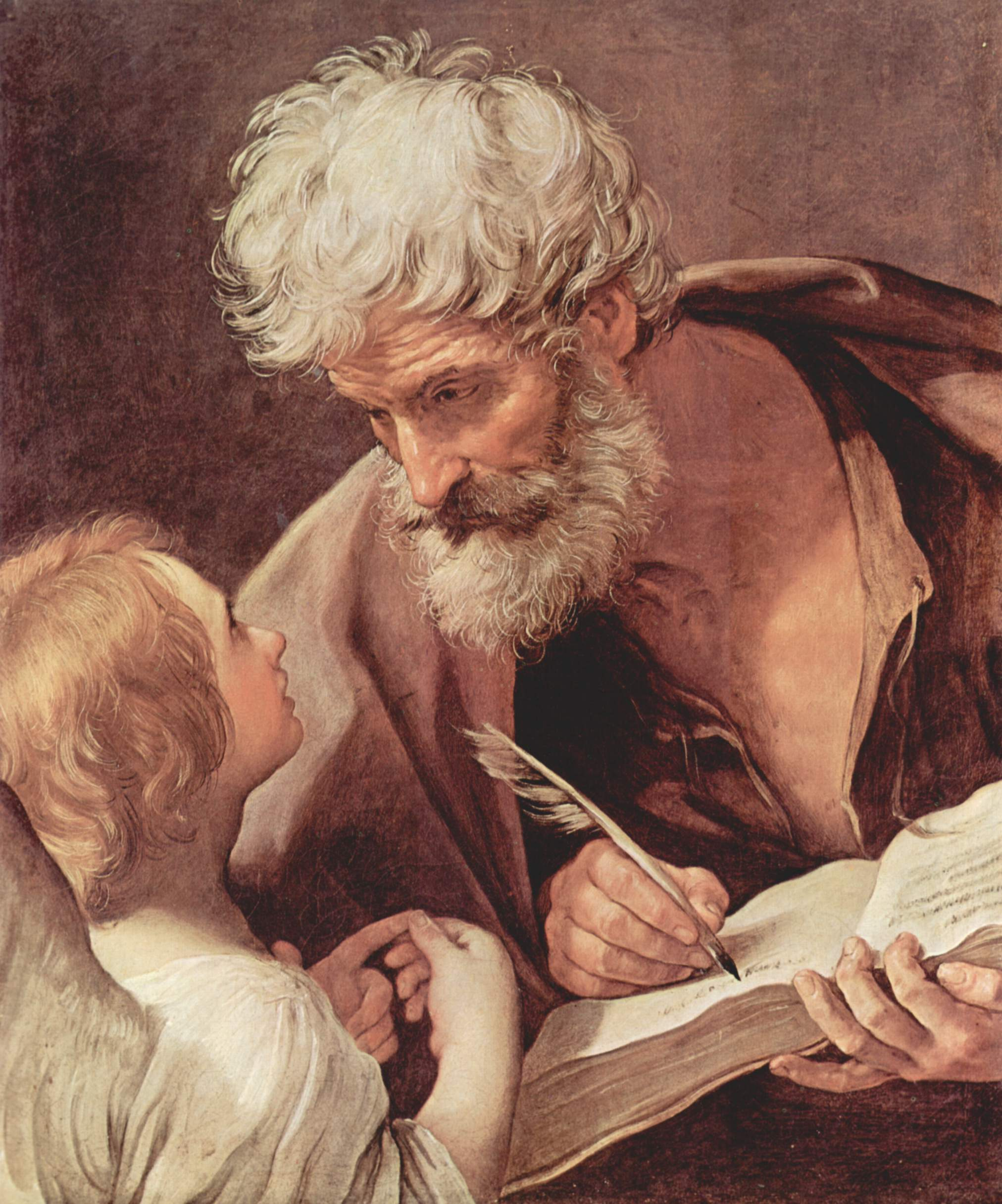
Guido Reni: Máté evangélista és az angyal

##### Máté
Máté szövegéből kitűnik, hogy zsidókeresztényeknek íródott. Jézus új Mózesként lép fel a hegyi beszédben, új törvényt ad, és ismételt módon úgy jelenik meg, mint akinek a személyében beteljesednek az Írások. A zsidó szempontot hangsúlyozza, hogy a bevezetőben Jézus családfáját Ábrahámmal (a zsidó nép ősatyjával) kezdi. Ugyancsak a bevezetőben szerepel gyermekségtörténet, József szemszögéből. Az evangéliumban sok példabeszéd olvasható a mennyek országáról (az „Isten országa” helyett e kifejezést használva kerüli el Isten nevének „hiába vételét”), ezeket öt nagy csoportban helyezi el. Egyes nézetek szerint ez az ötös szerkesztésmód a Tórára utal, és ismét csak azt jelképezi, hogy Jézus az új Mózes. E koncepció dacára Mt hangsúlyozza, hogy az üdvösség nemcsak a zsidók privilégiuma; az evangélium minden emberhez szól.
A keresztény hagyomány kezdettől fogva Máté evangélistának tulajdonítja az első kánoni evangéliumot.

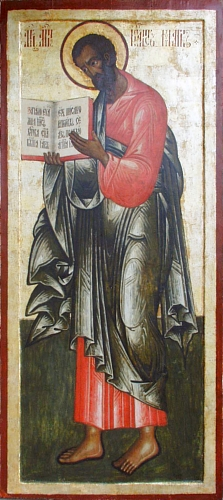
Márk evangélista

E hagyományos tételt azonban manapság általában elutasítják. Az arám Proto-Máté létezése is kétségessé vált. Nincsenek kényszerítő érvek arra vonatkozóan, hogy a jelenlegi görög nyelvű evangéliumot valamiféle előző sémita szöveg fordításának tekintsük. S az is bizonyos, hogy a könyv összeállításának időpontját nehéz volna a 70 előtti időszakra helyezni.

##### Márk
Mk a pogányokból megtértekhez, konkrétan a Rómában élő keresztényekhez szól. Itt Jézus hősies, cselekvő emberként jelenik meg. Mk központi tanítása, hogy Jézus az Isten Fia. Ezt a tanítást három nagy lépésben bontja ki:
1. A legelső mondatban egyértelműen Isten Fiának nevezi.
2. Ezt követi egy ún. titok-szerkezet:
  1. a galileai vándorlás során Jézus rendre megtiltja csodái szemtanúinak, hogy bárkinek elmondják, amit láttak, és hogy ki is ő valójában;
  2. a későbbiekben a tanítványok szűk köre látványosan nem érti Jézus valódi küldetését.
3. A csúcspont az, amikor a kereszt alatt egy pogány százados ismeri fel – nem a csodáit, hanem halálát látván – és jelenti ki: „Ez az ember valóban Isten Fia volt!”[38]

Ennek a feszes szerkezetnek egyértelmű az üzenete: noha Jézus számos csodával (erőmegnyilvánulással) igazolta küldetését, valódi kiléte nem ebben, hanem halálában és feltámadásában tárul fel.
A második evangélium szerzőjének kilétére nincs bizonyíték. A hagyomány azonosítja az ApCsel 12,12-ben említett Jánossal, „akit Márknak is neveztek”; ő Papiasz szerint Péter „hermeneutész”-e volt. A kifejezés két dologra vonatkozhat: vagy arra, hogy Márk az arámul beszélő Péter tolmácsaként működött, vagy arra, hogy ő foglalta írásba evangéliumában Péter beszédeit.

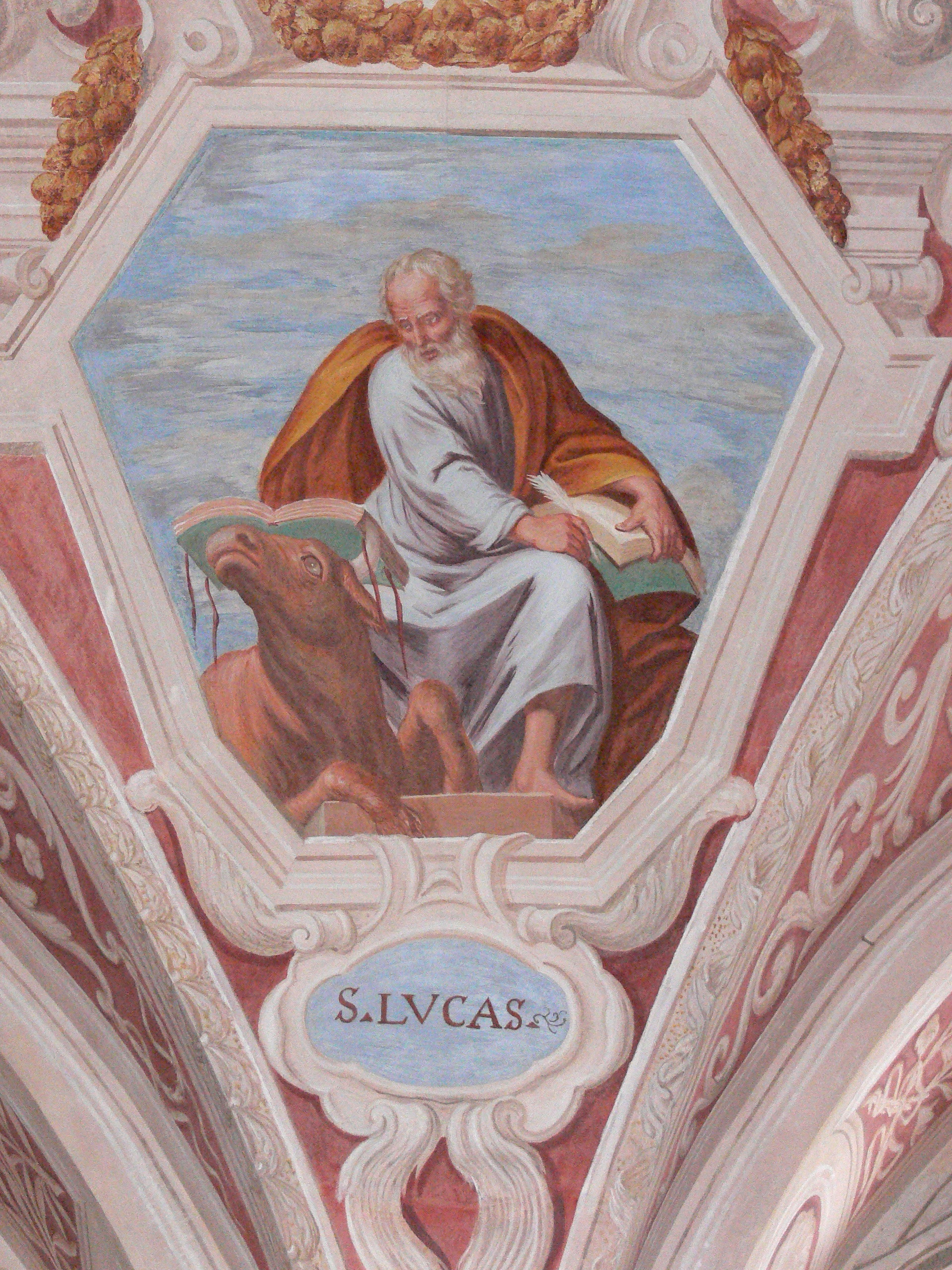
Lukács evangélista

##### Lukács
Lk szövegéből kitűnik, hogy hellén műveltségű közönségnek íródott. Mátéhoz hasonlóan Lukács is kihangsúlyozza, hogy a Krisztus általi megváltás mindenkire vonatkozik, nem csak a zsidókra; ennek első jeleként Jézus nemzetségtábláját nem Ábrahámig, hanem Ádámig vezeti vissza.
Ennek az evangéliumnak kiemelhető két jellegzetes vonása. Egyik a szociális érzékenység: Lukács különösen hangsúlyozza Jézus szegényekkel való törődését, ezért evangéliumát szokás „szociális evangélium”-nak is nevezni. A másik a Szentlélek szerepének hangsúlyozása, mind a személyes imaéletben, mind a keresztény közösség életében.
Ezzel kapcsolatban szükséges megemlíteni, hogy a harmadik evangélium esetében általánosan elfogadott, hogy szerzője írta – evangéliuma folytatásaként – az Apostolok cselekedeteit, amelyet időnként „a Szentlélek evangéliumának” neveznek. Hogy ez a szerző valóban azonos-e Lukáccsal, „a kedves orvos”-sal, azt az utóbbi időben megkérdőjelezte a bibliatudomány.

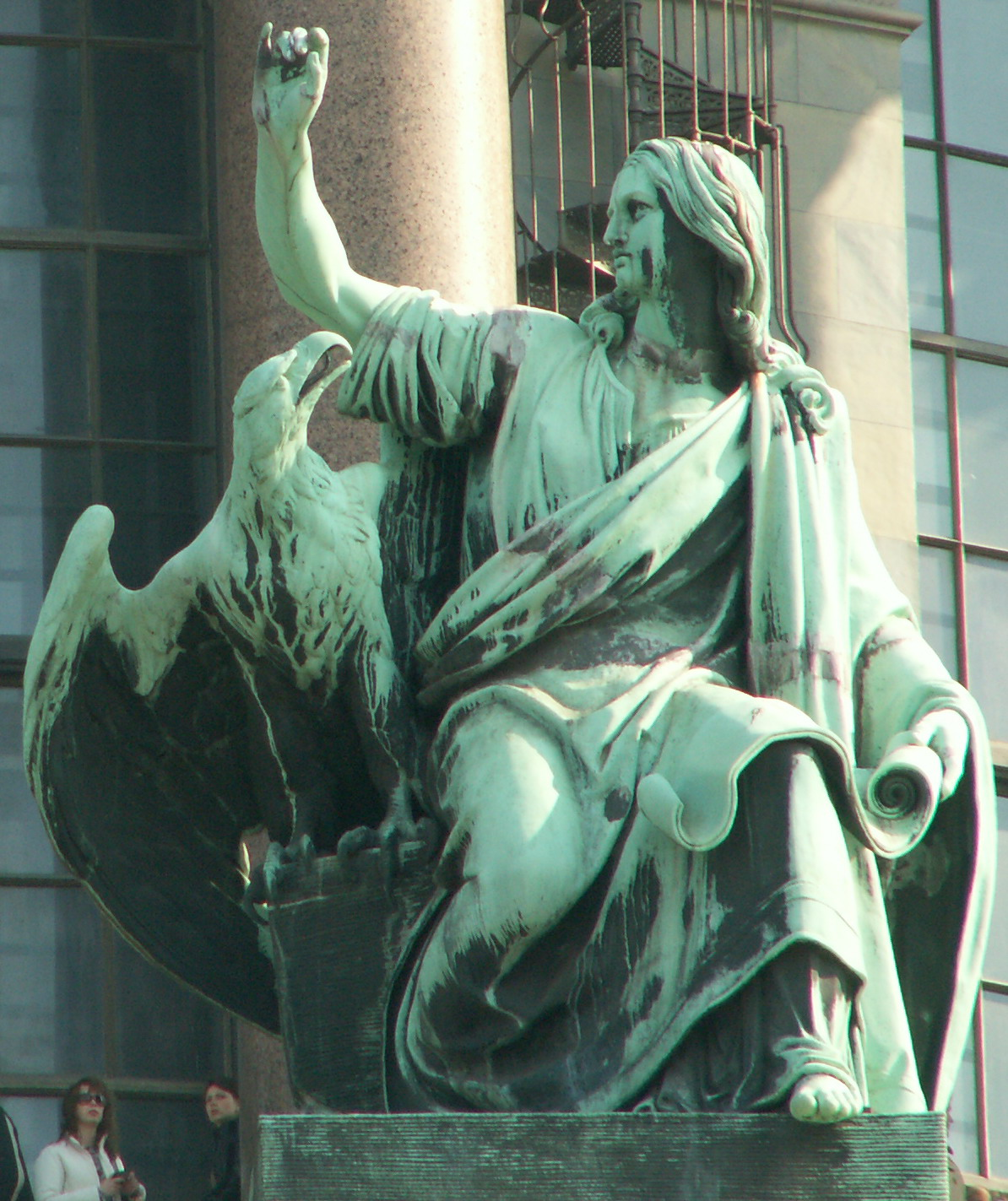
János evangélista

##### János
Jn prológusa Jézust az örökkévaló Ige (Logosz) megtestesüléseként ábrázolja. A negyedik evangéliumban Jézus nem példabeszédekben tanít, ezzel szemben hosszú beszédekben beszél saját magáról, az Atyához fűződő kapcsolatáról, és – a szinoptikusokkal ellentétben – nem utal kifejezetten második eljövetelére. Az evangélium jellemző fordulata az ún. εγω ειμι-logionok, azaz Jézus „Én vagyok…” kezdetű kinyilatkoztatásai saját személyének titkáról.

### A szinoptikusok kérdése

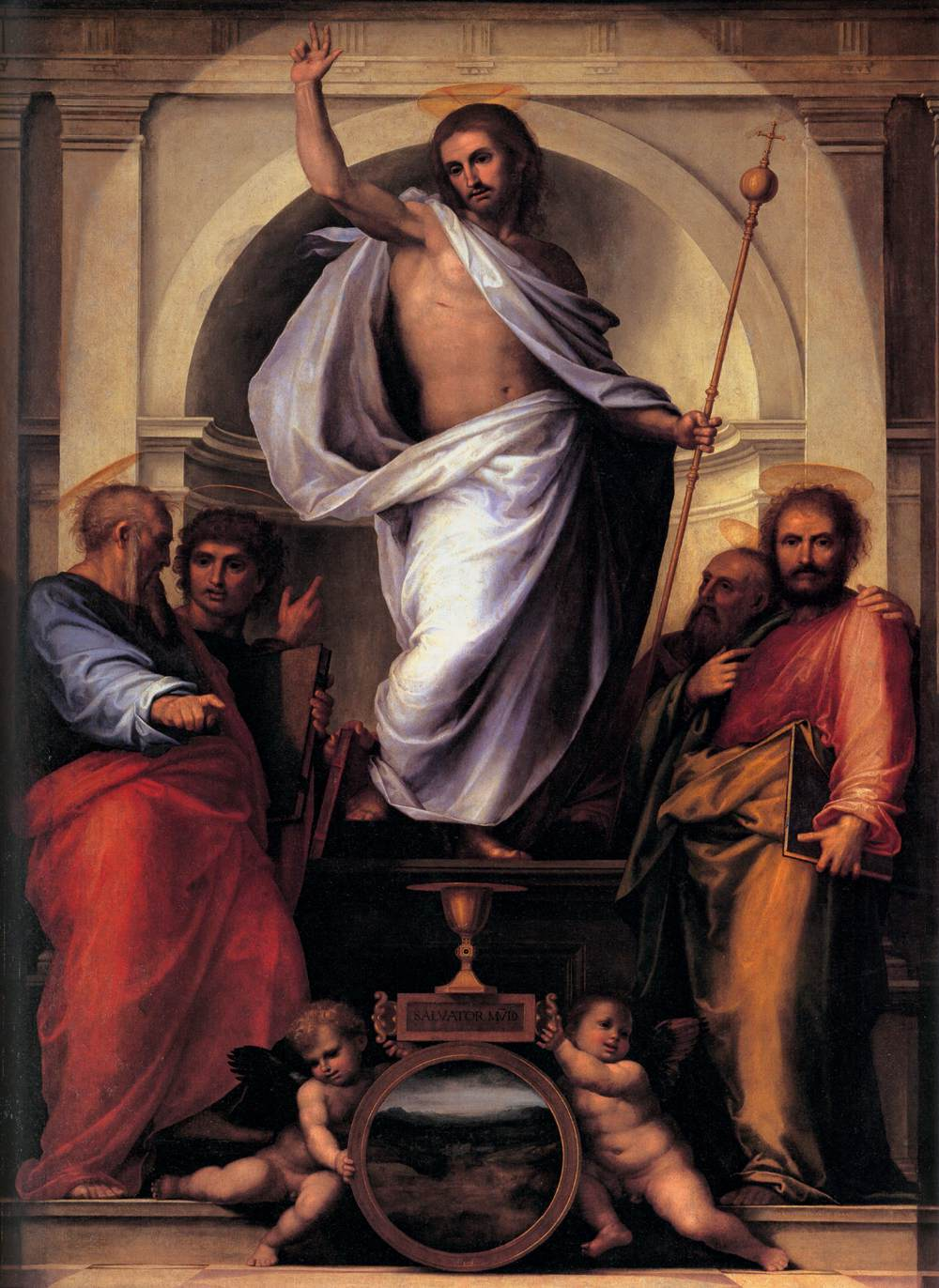
Fra Bartolomeo: Jézus a négy evangélistával

Az evangéliumokat szembeötlő az első három evangélium (vagyis a szinoptikusok) hasonlósága, egyszersmind a negyedik evangéliumtól való különbözősége. Ugyanakkor a szinoptikusok között a számos hasonlóság ellenére komoly eltérések, mi több, ellentmondások is megfigyelhetők. A szentírástudomány szinoptikus-kérdésnek nevezi azt a problémakört, amely e jelenséget igyekszik megmagyarázni. Megfelelő magyarázatként csakis olyan modell fogadható el, amely mind az egyezőségekre, mind az eltérésekre kellő indokkal szolgál.
A szinoptikus kérdésre adott válaszok közül ma az egyik legáltalánosabban elfogadott az ún. kétforrás-elmélet, ill. annak különböző variánsai. Az elmélet röviden azt állítja, hogy a legkorábbi evangélium Mk volt. Ez, valamint az ettől független, Q-nak nevezett őskeresztény dokumentum szolgált forrásául – egymástól függetlenül – mind Mt-nak, mind Lk-nak.